# Chúc Doãn Minh

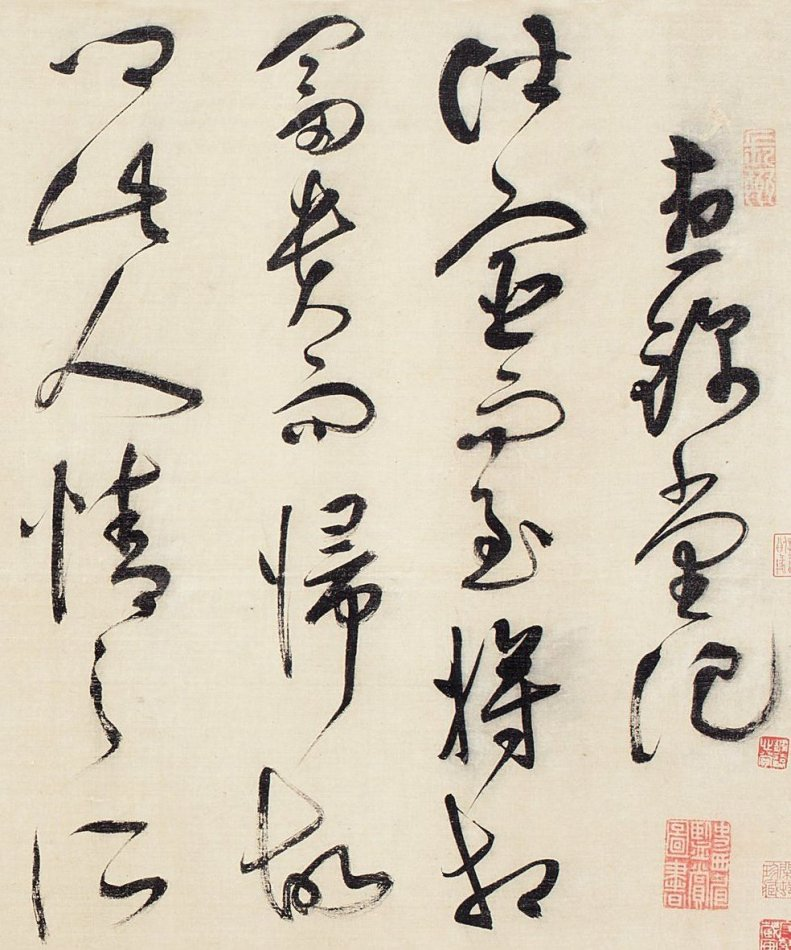
Thư pháp cuồng thảo của Chúc Doãn Minh: phần đầu của Trú cẩm đường ký, bản gốc bởi Âu Dương Tu

Chúc Doãn Minh (tiếng Trung: 祝允明; bính âm: Zhù Yǔnmíng; Wade–Giles: Chu Yün-ming; 1461–1527), tên chữ là Hy Triết (希哲), hiệu Chi Sơn (枝山), là một nhà thơ, nhà thư pháp, nhà văn, học giả triều Minh, được xem là một trong bốn tài tử vùng Ngô Trung. Ông là người Trường Châu (nay là Tô Châu, Giang Tô). Ông được ngưỡng mộ nhất vì thành tựu của mình trong thư pháp, ông cũng là một nhân vật văn hóa phổ biến cho lối sống khoáng đạt của mình và suy nghĩ mang tính biểu tượng. Phong cách thư pháp của ông nổi tiếng về cuồng thảo. Ông chỉ trích Tân Nho giáo chính thống của Chu Hi và ngưỡng mộ triết lý tâm trí được ủng hộ bởi Vương Dương Minh. Ông đã viết một số lượng lớn các bài tiểu luận chỉ trích các giá trị truyền thống  và là một ảnh hưởng đến triết gia biểu tượng Lý Chí.

## Tiểu sử

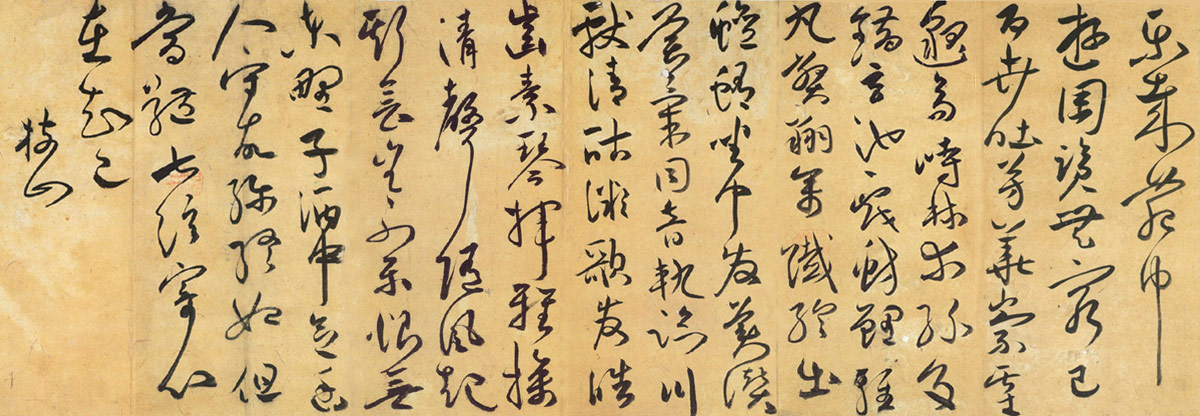
Thư pháp của Chúc Doãn Minh viết bài thơ Tửu hội thi của Kê Khang.

Chúc Doãn Minh sinh năm 1461 tại huyện Thường Châu, ngày nay là Tô Châu, tỉnh Giang Tô. Tên chữ của ông là Hi Triết (希哲), và tên hiệu là Chi Sơn (枝山). Sinh ra với một bàn tay thừa ngón, Chu tự xưng là "Chi chỉ sinh" (枝指生; chi chỉ sinh đề cập đến thừa ngón ở Trung Quốc). Ông được cho là đã có thể viết thư pháp với các nhà thư pháp nổi tiếng lúc bốn tuổi và sáng tác thơ lúc 8 tuổi. Ông đã trở thành một sinh viên được chứng nhận ở tuổi 16, và đã thành công trong kỳ thi cấp tỉnh năm 1492, nhưng chưa bao giờ vượt qua kỳ khoa bảng do triều đình tổ chức.